# Columbarium pagoda
Columbarium pagoda is een slakkensoort uit de familie van de Turbinellidae. De wetenschappelijke naam van de soort is voor het eerst geldig gepubliceerd in 1831 door Lesson.